# Ferdinando Gregori
Ferdinando Gregori (Firenze, 1743 – Firenze, 1804) è stato un incisore italiano.

## Biografia
Nato a Firenze da Carlo Gregori e Gaspara Mugnai, fu avviato molto precocemente alla professione di incisore dal padre che lo istruì presso la sua bottega. La prima incisione datata (Ritratto di Francesco Cairo) risale infatti al 1756. In gioventù, collaborò con il padre per alcuni lavori a Firenze e a Roma, come ad esempio le incisioni realizzate tra il 1757 e il 1758 per la Calcografia camerale di Roma. Per questa sua attività in età così giovane, fu presto definito come uno tra i più promettenti incisori di Firenze.
Fu tra gli artisti che illustrarono i volumi dei dipinti del marchese Andrea Gerini, mentre nel 1759 arrivò il riconoscimento ufficiale da parte del circolo degli eruditi fiorentini, quando gli venne commissionato il ritratto del padre Carlo in seguito alla morte di quest'ultimo avvenuta il 12 dicembre di quell'anno. Nel 1760 vinse una borsa di studio che gli permise di recarsi a studiare a Parigi, dove fu preso a bottega per tre anni da Johann Georg Wille, realizzando incisioni per vari volumi.
Fece ritorno a Firenze il 2 febbraio 1763, quando il maresciallo Antoniotto Botta Adorno della Reggenza toscana lo nominò maestro incisore. A partire da questo momento, Gregori iniziò una prolifica attività di primo piano nell'incisione fiorentina e numerosi sono i volumi stampati in questi anni contenenti suoi disegni. Importanti furono le collaborazioni con i colleghi incisori Tommaso Arrighetti e l'inglese Thomas Patch.
Suo fratello, Antonio, fu anch'egli incisore.